# Шишкин, Кирилл Александрович
Кирилл Александрович Шишкин (1892—1959) — советский учёный в области тепловозостроения, профессор, заслуженный деятель науки и техники РСФСР.

## Биография
Родился 30 марта 1892 г. в Санкт-Петербурге в семье инженера-технолога.
Окончил МВТУ (1919).
С 1917 г. чертежник-конструктор Паровозоконструкторского бюро Путиловского завода.
С 1922 по 1932 г. инженер, затем начальник конструкторского бюро на заводе «Красный путиловец».
Принимал участие в проектировании, изготовлении и испытании первого в мире мощного магистрального тепловоза ЩЭЛ1 с электрической передачей системы профессора Я. М. Геккеля.
С октября 1932 г. заведующий кафедрой «Паровозы и тепловозы» и руководитель бюро мощных локомотивов научно-исследовательского сектора Ленинградского института инженеров железнодорожного транспорта (ЛИИЖТ).
При его участии были созданы тепловозы первого поколения — ТЭ1, ТЭ2 и ТЭ3.
В конце 1935 г. переведён в Москву на должность начальника локомотивного отделения НИИ железнодорожного транспорта, затем отправлен в командировку в Германию и Францию.
С 1941 г. научный сотрудник ВНИИЖТ.
В 1950-е годы возглавлял тепловозную лабораторию, созданную при его участии.
Соавтор книги «Советские тепловозы» (1951).
Похоронен в колумбарии Донского кладбища города Москвы.

## Награды
Профессор, заслуженный деятель науки и техники РСФСР.
Награждён двумя орденами Трудового Красного Знамени, двумя орденами «Знак Почёта», знаком «Почетному железнодорожнику».